# Selhlhifushi
Selhlhifushi est une petite île inhabitée des Maldives.

## Géographie
Selhlhifushi est située dans le centre des Maldives, à l'Est de l'atoll Faadhippolhu, dans la subdivision de Lhaviyani. L'île apparaît dorénavant reliée à Diffushimaidhoo.